# Den foreløbige folkekomite for Nordkorea
Den foreløbige folkekomite for Nordkorea, i folkemunde kendt som Sovjetkorea, var det officielle navn på den midlertidige regering i den nordlige del af den koreanske halvø efter dennes opdeling mellem USA og Sovjetunionen efter 2. verdenskrig efter nederlaget for det japanske imperium i 1945.
Sovjetiske styrker havde invaderet og besat den nordlige del af Korea fra Japan under 2. verdenskrig, mens amerikanerne havde invaderet og besat den sydlige del fra Japan. I nord blev en sovjetisk, ideologisk kommunistisk, regering etableret, der officielt efterfulgte en kvasi-regering bestående af fem provinser i 1946. Regeringen var stort set modelleret efter forbilledet i Sovjetunionen. Det eksisterede sammen med Sovjetunionen.

## Etablering
I februar 1946 blev den midlertidige regering dannet under Kim Il-sung, som havde tilbragt de sidste år af krigen med at træne med sovjetiske tropper i Manchuriet. Konflikter og magtkampe nåede op i de øverste niveauer af regeringen i Pyongyang idet forskellige aspiranter manøvrerede for at få magtpositioner i den nye regering. På lokalt niveau angreb folkekomiteerne åbenlyst samarbejdspartnere med Japan og nogle jordejere og konfiskerede meget af deres jord og ejendom. Som følge heraf forsvandt mange samarbejdspartnere og andre blev myrdet. Det var ude i provinserne og ved at arbejde sammen med de samme folkekomiteer, at den endelige leder af Nordkorea, Kim Il-sung, kunne bygge et græsrodsstøttesystem, der kunne løfte ham til magten over sine politiske rivaler, der var forblevet i Pyongyang. I løbet af august organiserede koreanerne i folkekomiteerne filialer til "Udvalget for Forberedelse af Koreansk Uafhængighed" (CPKI, 건국 준비 위원회, 建國 準備 委員會). Sovjetunionen tillod, at disse komiteer fortsat kunne fungere, da de var venlige for Sovjetunionen, men etablerede alligevel en Sovjetisk Civiladministration for at begynde at centralisere kontrollen med de uafhængige komiteer. Der blev oprettet yderligere foreløbige komiteer i hele landet, med kommunister i nøglepositioner.

## Reformer
I marts 1946 blev en jordreform indledt, hvorved land tilhørende japanske og andre samarbejdsvillige grundejere blev opdelt og overdraget til fattige landmænd. Kim Il-sung indledte et fejende landreformsprogram i 1946. Organiseringen af de mange fattige civile og landbrugsarbejdere under folkekomiteer brød i en landsdækkende massekampagne kontrollen hos de gamle landejerklasser. Ejere fik kun lov til at beholde samme mængde jord som fattige bønder, der engang havde fæstet deres land og derved skabtes en langt mere ligelig fordeling af jord. Den nordkoreanske jordreform blev opnået på en mindre voldelig måde end i folkerepublikken Kina eller Vietnam. Officielle amerikanske kilder udtalte: "Fra alle betragtninger blev de tidligere landsbyledere elimineret som en politisk kraft uden at ty til blodsudgydelse, men der blev udvist yderst forsigtighed for at forhindre deres tilbagevenden til magten." Dette var meget populært blandt landmændene, men forårsagede mange samarbejdspartnere og tidligere landejere til at flygte til det amerikansk styrede syd, hvor nogle af dem opnåede stillinger i den nye sydkoreanske regering. Ifølge den amerikanske militærregering drog 400.000 nordkoreanere mod syd som politiske flygtninge.
Nøgleindustrier blev nationaliserede. Den økonomiske situation var næsten lige så vanskelig i nord som i syd, da japanskerne havde koncentreret landbruget i syd og tung industri i nord.

## Opløsning
Den Demokratiske Folkerepublik Korea blev proklameret den 9. september 1948, der effektivt opløst den foreløbige regering. Sovjetiske styrker forlod Nordkorea i 1948.